# Żywoty Proroków
Źywoty Proroków, Życie Proroków – apokryf Starego Testamentu.

## Charakterystyka
Utwór powstał około I w. na podstawie ustnych tradycji. Autorem był Żyd pochodzenia palestyńskiego. Pierwotnie nie był zaliczany do apokryfów ze względu na przekonanie o autentyczności dzieła. Oryginał – semicki bądź grecki – został przełożony na język ormiański, syryjski, łaciński, etiopski i arabski. Zachowało się sześć recenzji wersji greckiej, przy czym dwie z nich przypisuje się Epifaniuszowi z Salaminy. Oryginalny tekst doczekał się chrześcijańskich interpolacji.

## Treść
Utwór zawiera legendy o 23 prorokach żydowskich, z czego 16 miało zginąć męczeńską śmiercią. Przykładowo Izajasz z rozkazu Manassesa został przepiłowany, Jeremiasz zginął w wyniku ukamienowania, Ezechiela zamordował przywódca diaspory żydowskiej w Babilonii, Micheasz na polecenie Jorama został zrzucony z urwiska, Amosa maczugą zabił syn Amazjasza, Joel został rozdarty przez lwa, a Zachariasz został zamordowany w świątyni. Cechą charakterystyczną apokryfu jest potwierdzenie większości legend u Józefa Flawiusza i w literaturze rabinicznej. Jedyne niewystępujące nigdzie indziej epizody to wyprowadzenie przez Izajasza wody z Siloe, modlitwa umierającego Izajasza, wyniszczenie jadowitych węży przez Jeremiasza, podział wód Kebaru przez Ezechiela oraz pobyt Jonasza w Palestynie po prorokowaniu w Niniwie.